# 東桐子
東 桐子（あずま きりこ）は、日本の元AV女優。

## 略歴
1987年にデビューした。

## 出演作品

### アダルトビデオ
- うふふ ～桐子の桃色乳首～（1987年、サム）
- 原宿純情派（1987年、アリスJAPAN）
- 精裸浪漫・霧子（1987年、河村）
- 好きよ! THRILL ME（1987年、KUKI）
- 幽女転生（1987年、フリービジョン）
- ジャスト・オンリー・ユー 13 虜…（1987年、コロナ）
- 星に願いを!!（1987年、ピラミッドビデオ）
- 制服神話（1987年、フェニックスビデオ）
- 愛されて桐子（1987年、希宝舎）
- 蜜の毒（1987年、アリーナ）
- オールラウンドの天使たち 魚女子　（1988年、河村）他出演:藤あかね、神崎レナ、城樹亜沙美、小泉ケイ、藤田容子
- 乱舞曲（1989年、ピューマ企画）
- エクスタシー7 快感の宴（ ? 、新東映）他出演:石田くみ、北川聖良、東山恵美、東清美、早瀬沙樹、高樹陽子

他